# Hosea Macharinyang
Hosea Mwok Macharinyang (12 giugno 1986 – 9 ottobre 2021) è stato un mezzofondista keniota.

## Palmarès
| Anno | Manifestazione    | Sede          | Evento         | Risultato | Prestazione | Note |
| ---- | ----------------- | ------------- | -------------- | --------- | ----------- | ---- |
| 2004 | Mondiali di cross | Bruxelles     | Corsa U20      | 6º        | 24'51"      |      |
| 2004 | Mondiali di cross | Bruxelles     | A squadre      | Oro       | 10 p.       |      |
| 2004 | Mondiali juniores | Grosseto      | 10000 m piani  | 4º        | 28'36"50    |      |
| 2005 | Mondiali di cross | Saint-Galmier | Corsa U20      | 6º        | 24'09"      |      |
| 2005 | Mondiali di cross | Saint-Galmier | A squadre      | Oro       | 10 p.       |      |
| 2005 | Africani juniores | Tunisi        | 10000 m piani  | Argento   | 28'41"54    |      |
| 2006 | Mondiali di cross | Fukuoka       | Corsa seniores | 6º        | 36'02"      |      |
| 2006 | Mondiali di cross | Fukuoka       | A squadre      | Oro       | 24 p.       |      |
| 2007 | Mondiali di cross | Mombasa       | Corsa U20      | 5º        | 36'46"      |      |
| 2007 | Mondiali di cross | Mombasa       | A squadre      | Oro       | 29 p.       |      |
| 2008 | Mondiali di cross | Edimburgo     | Corsa seniores | 11º       | 35'24"      |      |
| 2008 | Mondiali di cross | Edimburgo     | A squadre      | Oro       | 39 p.       |      |
| 2010 | Mondiali di cross | Bydgoszcz     | Corsa seniores | 9º        | 33'31"      |      |
| 2010 | Mondiali di cross | Bydgoszcz     | A squadre      | Oro       | 20 p.       |      |
| 2011 | Mondiali di cross | Punta Umbría  | Corsa seniores | 9º        | 34'30"      |      |
| 2011 | Mondiali di cross | Punta Umbría  | A squadre      | Oro       | 14 p.       |      |
| 2013 | Mondiali di cross | Bydgoszcz     | Corsa seniores | 12º       | 33'29"      |      |
| 2013 | Mondiali di cross | Bydgoszcz     | A squadre      | Bronzo    | 54 p.       |      |

## Campionati nazionali
2002
- 8º ai campionati kenioti juniores, 10000 m piani - 29'13"7

2004
- Argento ai campionati kenioti juniores, 10000 m piani - 28'19"6
- Argento ai campionati kenioti juniores di corsa campestre - 23'28"

2006
- Argento ai campionati kenioti di corsa campestre - 31'17"

2008
- Bronzo ai campionati kenioti di corsa campestre - 38'36"

2013
- 5º ai campionati kenioti, 10000 m piani - 28'03"0

2014
- 6º ai campionati kenioti, 10000 m piani - 28'10"0

2017
- 23º ai campionati kenioti di corsa campestre - 29'52"

## Altre competizioni internazionali[1]
2005
- 6º al Giro Media Blenio ( Dongio) - 29'30"

2006
- 14º ai Bislett Games ( Oslo), 5000 m piani - 13'19"43

2007
- Argento al Cross Internacional de Soria ( Soria) - 29'12"
- Argento al Cross Internacional de la Constitución ( Alcobendas) - 29'10"

2008
- 5º alla Stramilano ( Milano) - 1h02'52"

2010
- 12º al Prefontaine Classic ( Eugene), 5000 m piani - 13'21"05
- 12º al British Grand Prix ( Gateshead), 5000 m piani - 13'21"15
- Bronzo al Cross Internacional Juan Muguerza ( Elgoibar) - 32'49"

2011
- Bronzo al Prefontaine Classic ( Eugene), 30000 m piani - 1h32'25"6
- Bronzo al Cross Internacional de Itálica ( Siviglia) - 31'01"
- Bronzo al Cross Internacional de la Constitución ( Alcobendas) - 30'03"

2012
- 6º al Cross Internacional Zornoza ( Amorebieta-Etxano) - 32'54"

2018
- 11º alla Stramilano ( Milano) - 1h04'19"